# 納傑夫省
納傑夫省（阿拉伯语：‎）是伊拉克十九省之一。面積28,824平方公里，2003年估計人口 931,600。1976年以前是迪瓦尼耶省的一部分。首府納傑夫和庫法皆為佔當地人口大多數的什葉派伊斯蘭教徒心中的聖城。